# La Lola se va a los puertos (película de 1993)
La Lola se va a los puertos es una película española dirigida por Josefina Molina en 1993 y protagonizada por Rocío Jurado.

## Argumento
En la década de 1920, la popular cantante Lola (Rocío Jurado) y su fiel guitarrista Heredia (José Sancho) parten en barco desde la isla de San Fernando (Cádiz) a Sanlúcar de Barrameda para actuar en un tablao.  Allí Lola se envuelve en una conflictiva relación con el rico hacendado Don Diego (Francisco Rabal) y con su hijo José Luis (Jesús Cisneros) provocando una gran tragedia familiar.

## Comentarios
El guion está basado en la obra de teatro La Lola se va a los puertos de Antonio Machado y Manuel Machado. 
La versión de 1947 de La Lola se va a los puertos fue filmada por Juan de Orduña con Juanita Reina en el papel protagonista.